# Adolf Homburger
Adolf Homburger (geboren 1905 in Wien, Österreich-Ungarn; gestorben 9. Juli 1978) war ein austro-amerikanischer Rechtswissenschaftler.

## Leben
Adolf Homburger studierte Jura an der Universität Wien und hatte ein Auslandsjahr in Buffalo im Staat New York. Er wurde 1929 in Wien promoviert und eröffnete 1930 eine Rechtsanwaltspraxis in Wien.
Nach dem Anschluss Österreichs 1938 gelang ihm die Emigration in die USA. Er studierte Amerikanisches Recht an der Buffalo Law School, wofür er ein Stipendium des von Carl J. Friedrich und David Riesman gegründeten American Committee for the Re-Education of Refugee Lawers, einer Hilfsorganisation für Emigranten, erhielt. In Buffalo traf er seinen Wiener Hochschullehrer Arthur Lenhoff wieder, der dort zunächst als Bibliothekar einen Lebensunterhalt fand. Homburger machte  1941 einen Abschluss als LL.B. und wurde 1944 in den New York Bar aufgenommen. Er arbeitete als Anwalt in einer Dreipersonenfirma mit Immobilienangelegenheiten und daneben in Teilzeit als Jurist beim Staat New York. Außerdem nahm er Lehraufträge für Verfahrensrecht und Immobilienrecht an der Universität Buffalo wahr. Ab 1963 bis 1977 arbeitete er Vollzeit als Hochschullehrer in Buffalo und ab 1963 als Berater einer Kommission für Verfahrensrechtsfragen beim Staat New York, deren Vorsitz er ab 1966 innehatte. Seine Publikationen stammen vornehmlich aus dieser Beratertätigkeit. Ab 1977 beteiligte er sich auf Aufbau der Pace Law School.

## Schriften (Auswahl)
Bibliografie bei William B. Fisch, Adolf Homburger (1905–78), 1993, S. 152f.
- mit Hein Kötz: Klagen Privater im öffentlichen Interesse : Länderbericht zum Recht der Vereinigten Staaten von Amerika zusammen mit einem das deutsche Recht einbeziehenden Generalreferat und einem Bericht über die Diskussion ; Verhandlungen der Fachgruppe für Zivilrechtsvergleichung auf der Tagung für Rechtsvergleichung in Hamburg vom 19. - 22. September 1973. Frankfurt am Main: Metzner, 1975
- State Class Actions and the Federal Rule, in: Columbia Law Review, 1971, S. 609–659
- Functions of Orality in Austrian and American Civil Procedure, in: Buffalo Law Review, 1970, S. 9–39